# Julodis speculifer
Julodis speculifer es una especie de escarabajo del género Julodis, familia Buprestidae. Fue descrita científicamente por Laporte en 1835.